# Poppendorf
Poppendorf ist eine Gemeinde im Landkreis Rostock in Mecklenburg-Vorpommern (Deutschland). Die Gemeinde wird vom Amt Carbäk mit Sitz in der Gemeinde Broderstorf verwaltet. Zur Gemeinde gehören die Ortsteile Bussewitz, Vogtshagen und Poppendorf.

## Geografie
Die Gemeinde Poppendorf liegt jeweils 15 km von Rostock und von der Ostseeküste entfernt. Das leicht hügelige Gebiet wird vom Peezer Bach in Richtung Breitling entwässert. Östlich von Poppendorf erstreckt sich ein ausgedehnter Wald, der als Landschaftsschutzgebiet ausgewiesen ist.
Umgeben wird Poppendorf von den Nachbargemeinden Rövershagen im Norden, Blankenhagen im Osten, Broderstorf im Süden sowie Bentwisch im Westen.

## Geschichte
Poppendorf wurde erstmals 1286 urkundlich erwähnt. Das  Rittergut wurde Ende des 13. Jahrhunderts von der Witwe des dänischen Königs Waldemar II. an die Petrikirche Rostock verkauft. Es hatte nach der Reformation viele Besitzer.
Nach dem Dreißigjährigen Krieg entwickelten sich die Ortsteile Bussewitz, Vogtshagen und Poppendorf zu typisch mecklenburger Siedlungen.

Beim Ortsteil Vogthagen befindet sich ein Judenberg (Vogtshagen 1) genannter Turmhügel und eine mittelalterliche Burgstelle mit Turmhügel und planiertem Ringgraben (Vogtshagen 3).
Am 1. Juli 1950 wurde die bis dahin eigenständige Gemeinde Bussewitz eingegliedert.

## Wirtschaft und Infrastruktur
Poppendorf ist Standort eines Betriebes zur Herstellung von Düngemitteln und Industriechemikalien. Das Düngemittelwerk bei Poppendorf besitzt einen Gleisanschluss der Bahnstrecke Bentwisch–Poppendorf. Durch Poppendorf verläuft die Landesstraße 182.
2003 war Poppendorf ein Außenstandort der Internationalen Gartenschau.
Im Gemeindegebiet sorgt die Freiwillige Feuerwehr Poppendorf für den Brandschutz und die allgemeine Hilfe.

### Verkehr
Die Bahnstrecke Bentwisch–Poppendorf zweigt in Bentwisch von der Bahnstrecke Stralsund–Rostock ab. Bis 31. Dezember 1993 verkehrten im Berufsverkehr Züge der S-Bahn Rostock.

## Sehenswürdigkeiten
- klassizistisches Gutshaus Poppendorf vom Anfang des 19. Jahrhunderts
- Pferdestall in Poppendorf
- Gutwassermühle in Poppendorf
- Nähe – Figurengruppe (1996/2002) aus Carrara-Marmor von Axel Peters auf dem Musenhof

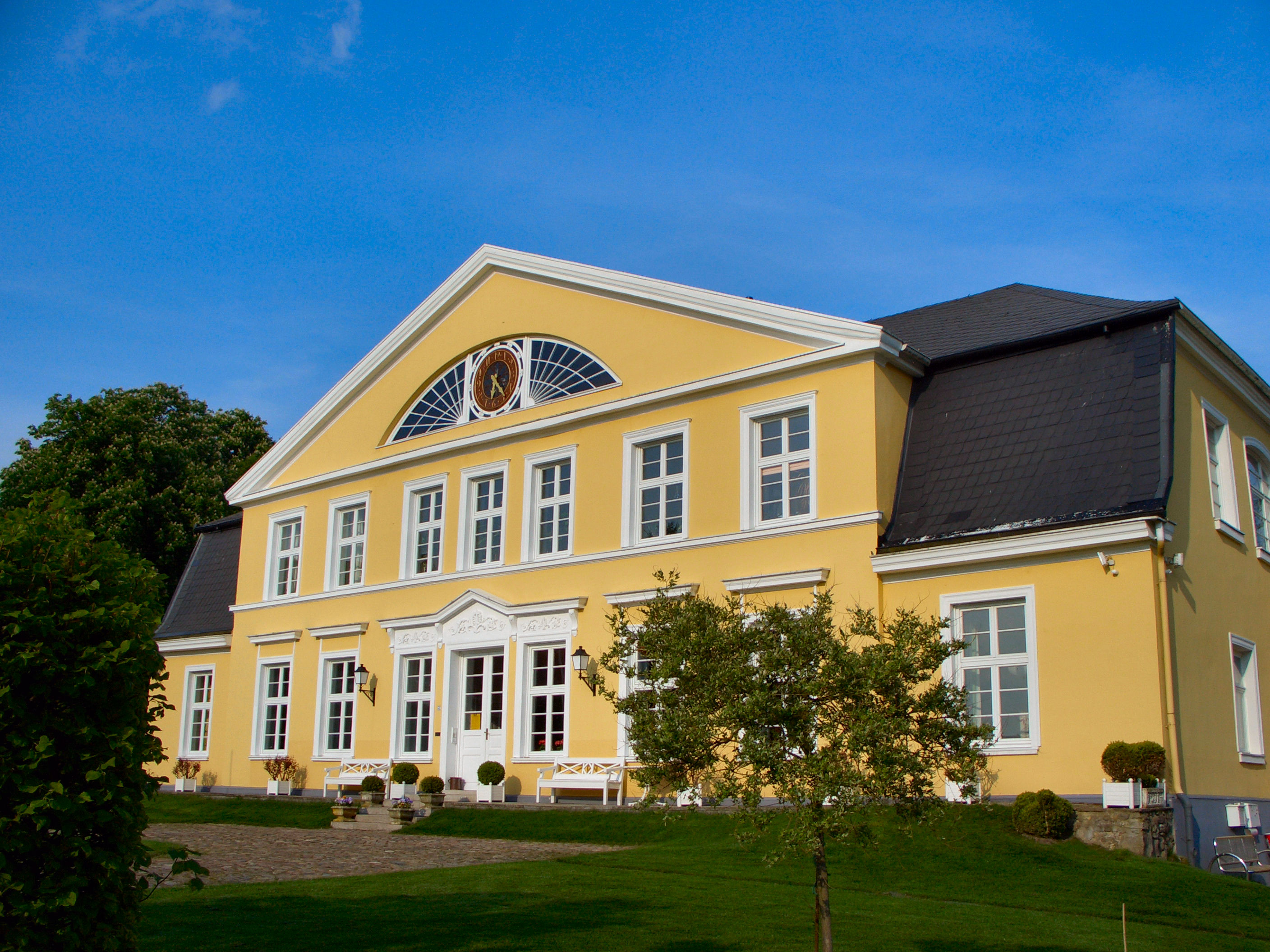
Musenhof
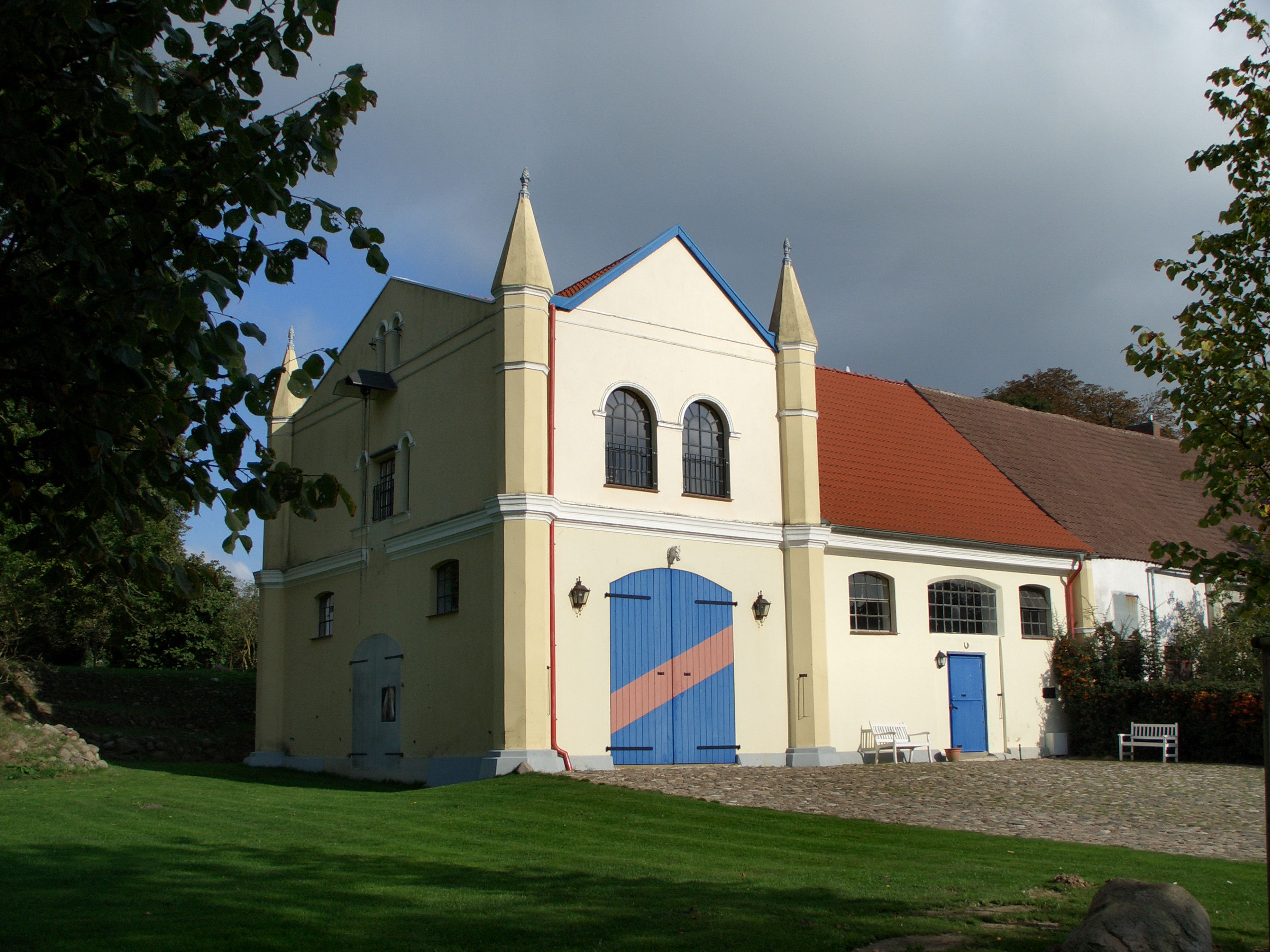
Pferdestall
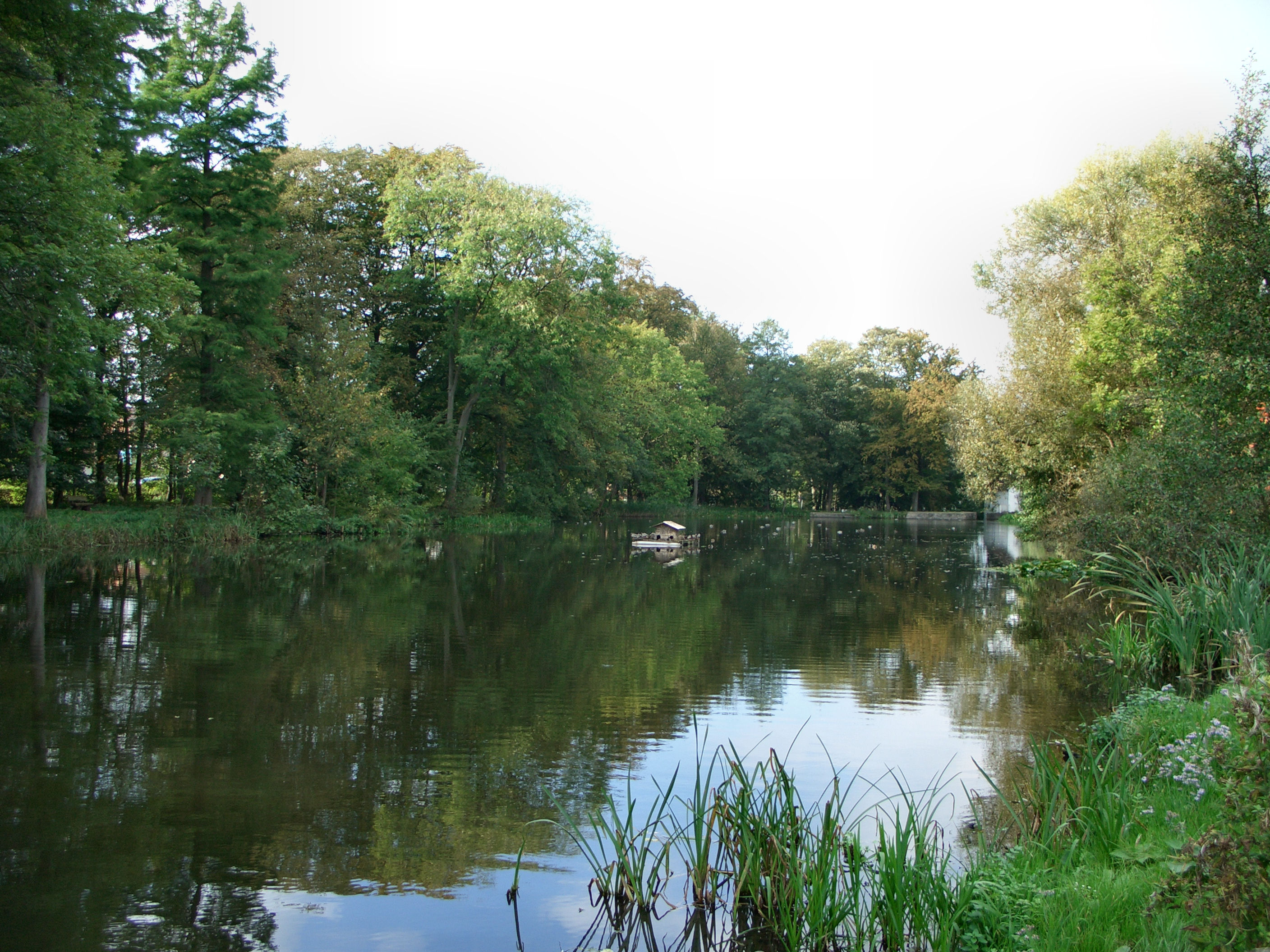
Dorfteich
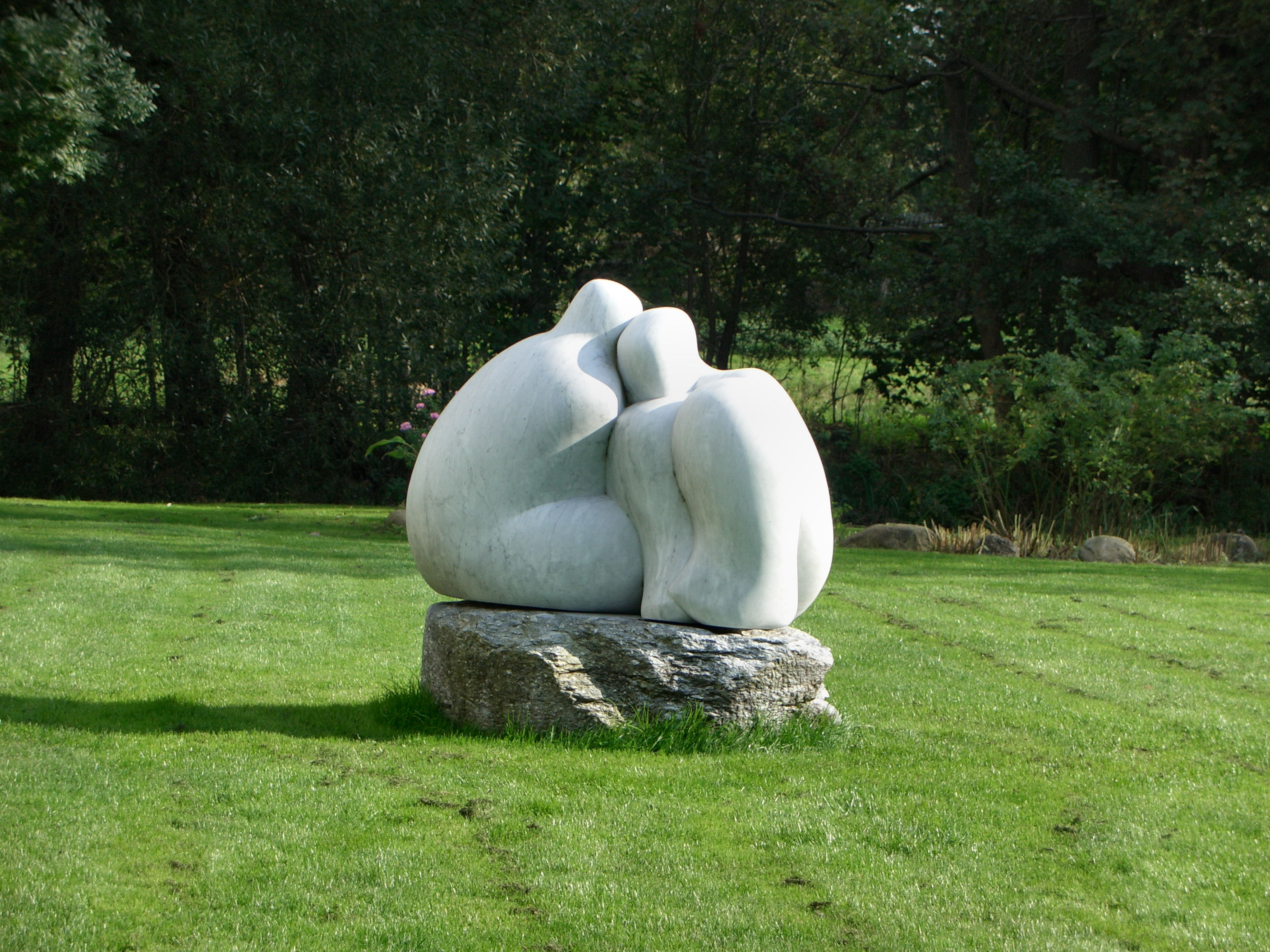
„Nähe“ – Figurengruppe auf dem Musenhof